# Pirching am Traubenberg
Pirching am Traubenberg est une commune autrichienne du district de Südoststeiermark en Styrie.